# Hekto
Hekto (h) (z gr. ἑκατόν – „sto”) – przedrostek jednostki miary oznaczający mnożnik 100 = 102 (sto).

## Najczęstsze zastosowania
- 1 hl (hektolitr) = 100 l (litrów)
- 1 ha (hektar) = 100 a (arów) = 10 000 m2
- 1 hPa (hektopaskal) = 100 Pa (paskali)